# Anoplischius brunneus
Anoplischius brunneus là một loài bọ cánh cứng trong họ Elateridae. Loài này được Fleutiaux & Salle miêu tả khoa học năm 1889.